# V carstve nefti i millionov
V carstve nefti i millionov (В царстве нефти и миллионов) è un film del 1916 diretto da Boris Svetlov.